# Intel Parallel Studio
Intel Parallel Studio est un logiciel propriétaire développé par Intel. Il permet de développer des logiciels en C++ et Fortran. Son avantage est qu'il renforce les performances des logiciels tout en demandant le moins d’effort sur les processeurs. Il propose trois modèles dans sa version XE 2019 : la Cluster Edition, la Professional Edition ainsi que la Composer Edition.